# Petru Maior

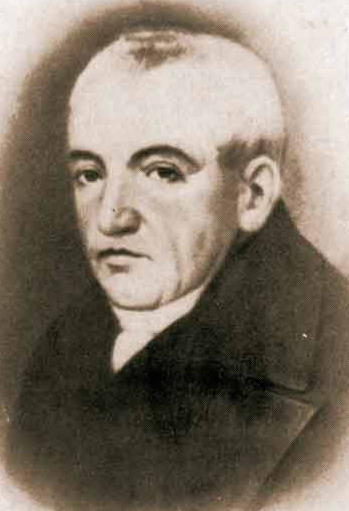
Petru Maior

Petru Maior (* 1754 in Târgu Mureș; † 2. Februar 1821 in Buda) war ein rumänischer Theologe, Historiker, Romanist und Lexikograf der Siebenbürgischen Schule.

## Leben und Werk
Maior wurde 1774 zum Priester geweiht. Er studierte bis 1779 in Rom und von 1779 bis 1780 in Wien, wo er mit Samuil Micu und Gheorghe Şincai zusammentraf. Von 1780 bis 1785 unterrichtete er in Blaj. Anschließend war er Pfarrer, dann Erzpriester in Gurghiu. Micu gehörte zu den Autoren des Supplex Libellus Valachorum von 1791, in dem (vergeblich) die politische Gleichstellung der siebenbürgischen Rumänen verlangt wurde. 1809 ging er nach Buda an die Universitätsdruckerei, um (als Nachfolger von Samuil Micu) bis zu seinem Tod den Druck der rumänischen Texte zu überwachen.
Maior gehörte zur Siebenbürgischen Schule, welche historische Forschung über die Herkunft der Rumänen mit Sprachbeschreibung und Sprachplanung des Rumänischen verband. Er verfasste Schriften zur rumänischen Sprache und war der Hauptredaktor des Wörterbuchs von Buda (1825). Er schrieb zur rumänischen Geschichte und Kirchengeschichte. Viele seiner Bücher und nachgelassenen Manuskripte wurden in letzter Zeit neu herausgegeben.
In Rumänien tragen zahlreiche Straßen und Einrichtungen seinen Namen, zuvorderst in Târgu Mureș die Universität Petru Maior.

## Werke (Auswahl)
- Protopopadichia, 1795;  Clusium 1997; hrsg. von Laura Stanciu, Alba Iulia 1998
- Didahii, Adecă învăţături pentru creşterea fiilor, la îngropăciunea pruncilor morţi, Budapest 1809; hrsg. von Laura Stanciu, Cluj-Napoca 2011 (mit englischer Zusammenfassung)
- Istoria pentru începutul românilor în Dachia, Buda 1812 (darin: Disertaţie pentru începutul limbei româneşti); hrsg. von  Florea Fugariu, 2 Bde., Bukarest 1970–1971; Iassi 1990
- Istoria besericei românilor, Buda 1813; hrsg. von Ioan Chindriʂ, Bukarest 1995
- Ortographia romana sive latino-valachica, Buda 1819
- Lesicon romănescu-lătinescu-ungurescu-nemţescu quare de mai mulţi autori, în cursul a trideci, şi mai multoru ani s’au lucrat seu Lexicon valachico-latino-hungarico-germanicum quod a pluribus auctoribus decursu triginta et amplius annorum elaboratum est, Buda 1825 (Wörterbuch von Buda)
- Scrisori și documente inedite, hrsg. von Nicolae Albu, Bukarest 1968
- Scrieri, hrsg. von Florea Fugariu, 2 Bde., Bukarest 1976
- (mit Samuil Micu und Gheorghe Şincai) Despre vechimea si continuitatea românilor, hrsg. von Dan Horia Mazilu und Anatol Ghermanschi, Bukarest 1989 (Anthologie)
- Scripta minora: Ars literaria. Animadversiones. Epistolarium. Ultimae, hrsg. von Ioan Chindriș, Bukarest 1995